# Huikinesere
Huikinesere er en etnisk befolkningsgruppe i Folkerepublikken Kina, der blandt andet skiller sig ud i kraft af deres tro på Islam. De er en af de 56 nationaliteter, der er officielt anerkendt af Folkerepublikken Kinas regering. Kulturelt og udseendemæssigt (genetisk etnicitet) har Huikineserne mange ligheder med Hankineserne, men adskiller sig primært i kraft af deres religion.
- Wikimedia Commons har flere filer relateret til Huikinesere